# Medal za Ratowanie Ginących
Medal za Ratowanie Ginących – polskie odznaczenie cywilne okresu międzywojennego.
Medal został ustanowiony rozporządzeniem Prezydenta RP z dnia 22 marca 1928 celem nagradzania zasług położonych przy ratowaniu tonących oraz ofiar katastrof żywiołowych.

## Zasady nadawania
Medal nadawano obywatelom polskim oraz cudzoziemcom, którzy na obszarze Polski lub przy ratowaniu polskich obywateli za granicą, nieśli ratunek z narażeniem życia. Medal nadawał minister spraw wewnętrznych, który mógł przekazać uprawnienia wojewodom i Komisarzowi Rządu Warszawy. Odznaczeni otrzymywali medal bezpłatnie.
Medal ten mógł być nadany tej samej osobie wielokrotnie, kolejne nadania oznaczano przez umieszczenie na wstążce medalu gwiazdki pięcioramiennej brązowej średnicy 9 mm.
Po II wojnie światowej nie został przyjęty do systemu odznaczeń Polski Ludowej w 1944 ani III RP w 1992.

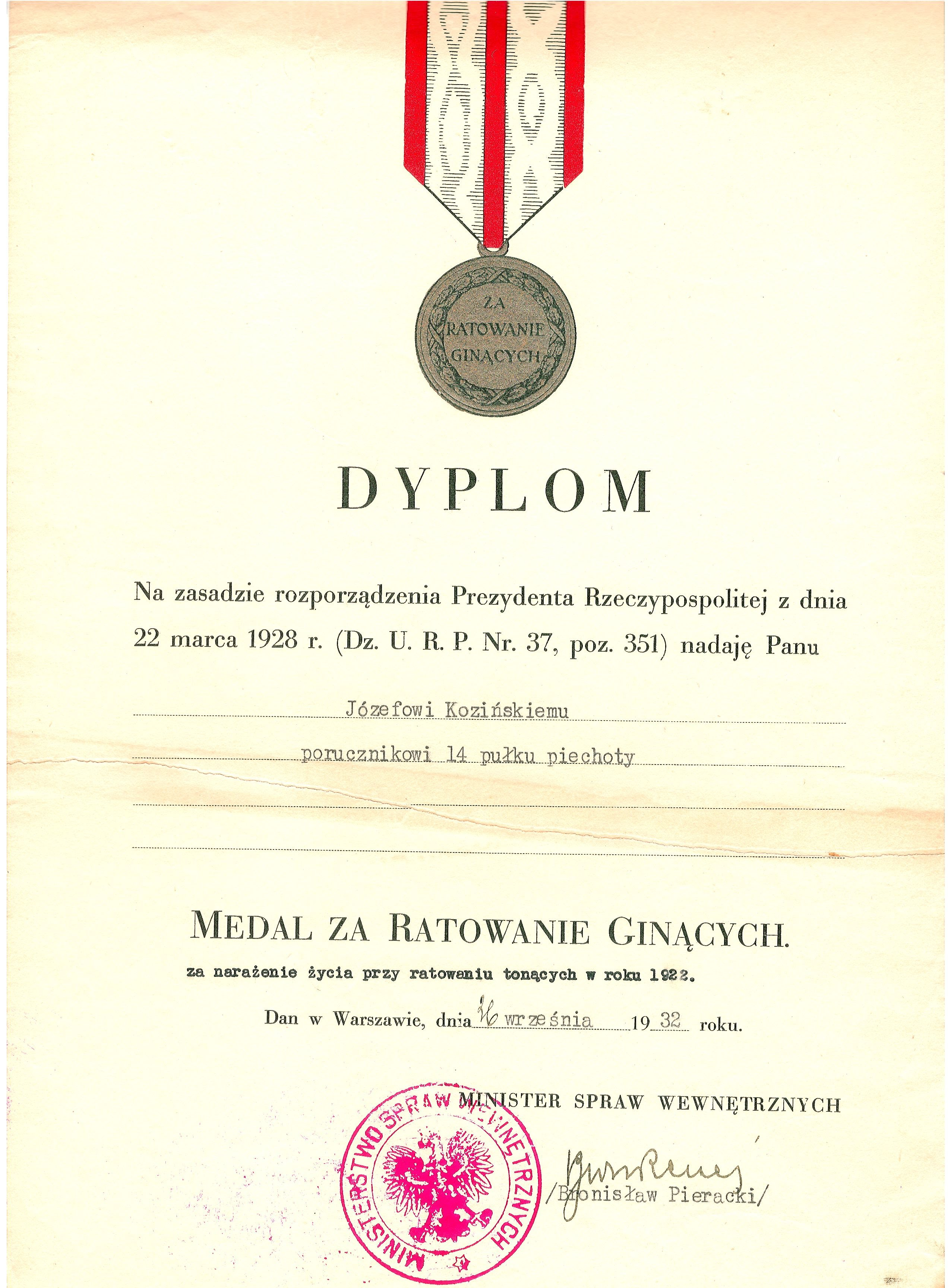
Dyplom za ratowanie ginących nadany Józefowi Kozińskiemu

Medal noszony był na lewej piersi, w kolejności starszeństwa po Krzyżu Żołnierzy Polskich z Ameryki, a przed Medalem Pamiątkowym za Wojnę 1918-1921.

## Opis odznaki
Odznaką Medalu za Ratowanie Ginących jest okrągły medal wybity w srebrze o średnicy 35 mm. Na awersie zndajduje się godło Polski – orzeł oraz w otoku napis: RZECZPOSPOLITA POLSKA. Na odwrotnej stronie medalu (rewersie), w wieńcu z liści dębowych znajduje się napis: ZA / RATOWANIE / GINĄCYCH.
Medal zawieszony jest na białej wstążce szerokości 40 mm z czerwonymi brzegami i wąskim czerwonym pionowym paskiem pośrodku.